# Chloë Sevigny
Chloë Stevens Sevigny (nascida a  18 de novembro de 1974) é uma atriz, modelo e designer de moda norte-americana. Conhecida pelo seu trabalho em filmes independentes, muitas vezes aparecendo em longas-metragens controversas ou experimentais, Sevigny recebeu vários prémios, incluindo um Globo de Ouro, como uma indicação ao Óscar.
Em 17 de janeiro de 2010, ganhou o Globo de Ouro de melhor atriz coadjuvante em televisão pelo seu desempenho na série Big Love.

## Biografia
Chloë nasceu em Springfield (Massachusetts), Massachusetts, em uma família descendente de Franco-canadenses e Poloneses, mas logo mudou-se com os pais para Darien, Connecticut, onde cresceu sem muita projeção local. Apoiada pela família, Chlöe ingressou num programa de teatro e foi para Nova Iorque, onde conheceu Harmony Korine.
Korine convidou Chlöe para integrar seu filme de estréia, Kids, pouco tempo antes do início das filmagens, por conta da desistência de outra atriz. Chloë interpreta a personagem Jenny, uma jovem adolescente que descobre que está com AIDS. Apesar de interpretar apenas um pequeno papel, Chlöe ganhou grande projeção devido ao sucesso que o filme obteve.
Chlöe é a protagonista da série britânica Hit & Miss, onde interpreta a transexual Mia.

## Polêmicas no cinema
Logo na sua estréia como atriz, Chloë fez um dos filmes mais marcantes e polêmicos de sua carreira: Kids. No longa metragem de Larry Clark, a adolescente vivida por ela, portadora de HIV, é estuprada por um amigo enquanto está drogada e inconsciente. Além de estar no elenco do filme Zodíaco, ela faz uma das três esposas de um Mórmom polígamo, no seriado Big Love.
Dentre tantos trabalhos controversos, Chloë conseguiu a maior polêmica da carreira com o filme The Brown Bunny, onde faz sexo oral explicitamente, em Vincent Gallo, diretor do filme.
Em sua vida pessoal, tem uma personalidade mais reservada. "Tenho uma vida mais conservadora", revelou a atriz numa entrevista à "Folha".

## Vida pessoal
Sevigny possui um apartamento no East Village, Manhattan, que adquiriu por US$ 1,2 milhão em 2006. Seu pai morreu quando ela tinha 20 anos. Sevigny declarou em uma entrevista (2006) que ela veio de uma família convencional, que fala com a mãe todos os dias, e que seu irmão mora a três quadras de seu apartamento. Sevigny tem problema de escoliose, foi diagnosticado ainda na infância, mas nunca recebeu qualquer tratamento cirúrgico. Afirmou que pratica yoga para aliviar os sintomas. Sevigny é uma católica praticante, embora tenha questões com a religião.

## Carreira
Começou em um papel principal no filme Kids, que lhe rendeu elogio da crítica, e uma indicações ao Independent Spirit Awards de Melhor Atriz Coadjuvante. Depois, fez vários filmes independentes como Gummo,Trees Lounge, Palmetto, The Last Days of Disco e Julien Donkey-Boy.
No início da sua carreira cinematográfica, suas escolhas de moda foram muitas vezes ofuscados até sua atuação como Lana Tisdel, no ano de 1999, em Meninos não choram. Este filme lhe trouxe grande aclamação da crítica, e foi indicada ao Oscar Melhor Atriz Coadjuvante, Golden Globe Awards de Melhor Atriz Coadjuvante - Cinema, Screen Actors Guild Awards de Melhor Atriz Coadjuvante - Cinema. Venceu vários prêmios da crítica como Boston Society of Film Critics de Melhor Atriz Coadjuvante, Chicago Film Critics Association Awards de Melhor Atriz Coadjuvante, Los Angeles Film Critics Association Awards de Melhor Atriz Coadjuvante, Independent Spirit Awards de Melhor Atriz Coadjuvante, Satellite Awards de Melhor Atriz Coadjuvante, e vários outros prêmios.
Sevigny continuou atuando em filmes, sua maioria independentes (art house filmes), como American Psycho (2000), Party Monster (2003) e Dogville (2003). Seu papel no filme The Brown Bunny (2003) causou polêmica significativa por causa de uma cena em que ela executa felação. Seus filmes, desde então, têm incluído Melinda and Melinda (2004), Manderlay (2005), Zodíaco (2007), e My Son, My Son, What Have Ye Done? (2009).
De 2006 a 2011, Sevigny desempenhou um papel na HBO, na série de televisão Big Love, pelo qual recebeu um Globo de Ouro de Melhor Atriz Coadjuvante em 2010. Em seguida, ela apareceu em vários projetos de televisão, incluindo um papel de liderança na Hit & Miss(2012), e papéis recorrentes em American Horror Story: Asylum (2012-2013) e Portlandia. Sevigny têm dois créditos no teatro, e já atuou em vários videoclipes.  Ela também criou várias coleções de guarda-roupa, mais recentemente com Cerimônia de Abertura boutique de Manhattan.

## Filmografia

### Cinema
| Ano  | Título                            | Papel                          | Notas          |
| ---- | --------------------------------- | ------------------------------ | -------------- |
| 1995 | Kids                              | Jennie                         |                |
| 1996 | Trees Lounge                      | Debbie                         |                |
| 1997 | Gummo                             | Dot                            |                |
| 1998 | Palmetto                          | Odette                         |                |
| 1998 | The Last Days of Disco            | Alice                          |                |
| 1999 | Boys Don't Cry                    | Lana Tisdel                    |                |
| 1999 | Julien Donkey-Boy                 | Pearl                          |                |
| 1999 | A Map of the World                | Carole Mackessy                |                |
| 2000 | American Psycho                   | Jean                           |                |
| 2002 | Demonlover                        | Elise Lipsky                   |                |
| 2003 | Party Monster                     | Gitsie                         |                |
| 2003 | Death of a Dynasty                | Mulher sexy #1                 |                |
| 2003 | Dogville                          | Liz Henson                     |                |
| 2003 | The Brown Bunny                   | Daisy                          |                |
| 2003 | Shattered Glass                   | Caitlin Avey                   |                |
| 2004 | Corporate Ghost                   | Modelo                         |                |
| 2004 | Melinda and Melinda               | Laurel                         |                |
| 2004 | Jiminy Glick in Lalawood          | Ela mesma                      |                |
| 2005 | Manderlay                         | Philomena                      |                |
| 2005 | Broken Flowers                    | Assistente de Carmem           |                |
| 2005 | 3 Needles                         | Clara                          |                |
| 2006 | Lying                             | Megan                          |                |
| 2006 | Sisters                           | Grace Collier                  |                |
| 2007 | Zodiac                            | Melanie                        |                |
| 2009 | The Killing Room                  | Emily Reilly                   |                |
| 2009 | My Son, My Son, What Have Ye Done | Ingrid Gudmundson              |                |
| 2010 | Barry Munday                      | Jennifer Farley                |                |
| 2010 | Mr. Nice                          | Judy Marks                     |                |
| 2010 | All Flowers in Time               | Holly                          | Curta-metragem |
| 2013 | Lovelace                          | Jornalista feminista           |                |
| 2013 | The Wait                          | Emma                           |                |
| 2013 | Streetcar                         | Chloe                          | Curta-metragem |
| 2014 | Little Accidents                  | Kendra Briggs                  |                |
| 2014 | Electric Slide                    | Charlotte                      |                |
| 2015 | Black Dog, Red Dog                | Ali                            |                |
| 2015 | #Horror                           | Alex Cox                       |                |
| 2016 | Love & Friendship                 | Alicia Johnson                 |                |
| 2016 | Antibirth                         | Sadie                          |                |
| 2016 | Jack                              | Brett                          | Curta-metragem |
| 2017 | Golden Exits                      | Alyssa                         |                |
| 2017 | Beatriz at Dinner                 | Shannon                        |                |
| 2017 | The Dinner                        | Barbara Lohman                 |                |
| 2017 | Lean on Pete                      | Bonnie                         |                |
| 2017 | The Snowman                       | Sylvia Ottersen / Ane Pedersen |                |
| 2018 | Lizzie                            | Lizzie Borden                  |                |
| 2019 | Love Is Blind                     | Carolyn Kraftt                 |                |
| 2019 | The Dead Don't Die                | Mindy Morrison                 |                |
| 2019 | The True Adventures of Wolfboy    | Jen                            |                |
| 2019 | Queen & Slim                      | Sra. Shepherd                  |                |
| 2020 | Slow Machine                      | Chloe                          |                |
| 2022 | Bones and All                     | Janelle                        |                |
| 2024 | Bonjour Tristesse                 | Anne                           |                |
| 2025 | Atropia                           | Pina                           |                |
| 2025 | Magic Farm                        | Edna                           |                |
| 2025 | After the Hunt                    |                                |                |

### Televisão
| Ano       | Título                                     | Papel              | Notas                                     |
| --------- | ------------------------------------------ | ------------------ | ----------------------------------------- |
| 2000      | If These Walls Could Talk 2                | Amy                | Telefilme                                 |
| 2004      | Will & Grace                               | Monet              | Episódio: "East Side Story"               |
| 2005      | Mrs. Harris                                | Lynne Tryforos     | Telefilme                                 |
| 2006-2011 | Big Love                                   | Nicolette Grant    | 53 episódios                              |
| 2007      | Big Love: In the Beginning                 | Nicolette Grant    | 3 episódios                               |
| 2012      | Law & Order: Special Victims Unit          | Christine Hartwell | Episódio: "Valentine's Day"               |
| 2012      | Hit & Miss                                 | Mia                | 6 episódios                               |
| 2012      | Louie                                      | Jeanie             | Episódio: "Looking for Liz/Lilly Changes" |
| 2012      | American Horror Story: Asylum              | Shelley            | 6 episódios                               |
| 2013      | Portlandia                                 | Alexandra          | 9 episódios                               |
| 2013      | The Mindy Project                          | Christina          | 6 episódios                               |
| 2014      | Doll & Em                                  | Ela mesma          | 2 episódios                               |
| 2014      | Those Who Kill                             | Catherine Jensen   | 10 episódios                              |
| 2014      | The Cosmopolitans                          | Vicky Frasier      | Telefilme                                 |
| 2015-2017 | Bloodline                                  | Chelsea O'Bannon   | 24 episódios                              |
| 2015-2016 | American Horror Story: Hotel               | Dra. Alex Lowe     | 12 episódios                              |
| 2016      | Dr. Del                                    | Brandy Sommers     | Telefilme                                 |
| 2017      | Comrade Detective                          | Sonya Baciu        | 5 episódios                               |
| 2019-2022 | Russian Doll                               | Lenora Vulvokov    | 8 episódios                               |
| 2019      | The Act                                    | Mel                | 6 episódios                               |
| 2020      | We Are Who We Are                          | Sarah Wilson       | 8 episódios                               |
| 2022      | The Girl from Plainville                   | Lynn Roy           | 8 episódios                               |
| 2023      | Poker Face                                 | Ruby Ruin          | Episódio: "Rest in Metal"                 |
| 2024      | Feud: Capote vs. The Swans                 | C.Z. Guest         | 8 episódios                               |
| 2024      | Monsters: The Lyle and Erik Menendez Story | Kitty Menendez     | 8 episódios                               |

## Principais prêmios e indicações
Sevigny teve sua primeira e única indicação ao Oscar em 2000 na categoria Melhor atriz Coadjuvante, graças ao filme Meninos Não Choram, o qual atuou ao Lado da atriz Hilary Swank (que ganhou o Oscar no mesmo filme). Em 2010, Sevigny ganhou o Globo de Ouro de melhor atriz coadjuvante em televisão graças à seu desempenho na série Big Love, ao lado de Bill Paxton e Amanda Seyfried. Com Meninos Não Choram, Sevigny teve 12 indicações e obteve 7 vitórias.
- Oscar

| Ano  | Categoria                         | Filme          | Notas    |
| ---- | --------------------------------- | -------------- | -------- |
| 1999 | Oscar de Melhor Atriz Coadjuvante | Boys Don't Cry | Indicado |

- Globos de Ouro

| Ano  | Categoria                             | Indicação      | Notas    |
| ---- | ------------------------------------- | -------------- | -------- |
| 1991 | Melhor Atriz Coadjuvante/Secundária   | Boys Don't Cry | Indicado |
| 2010 | Melhor atriz coadjuvante em televisão | Big Love       | Venceu   |

- BAFTA

| Ano  | Categoria                | Indicação      | Notas    |
| ---- | ------------------------ | -------------- | -------- |
| 2001 | Melhor atriz Coadjuvante | Boys Don't Cry | Indicado |

Screen Actos Guild
| Ano  | Categoria                          | Indicação      | Notas    |
| ---- | ---------------------------------- | -------------- | -------- |
| 2001 | Melhor atriz Coadjuvante no cinema | Boys Don't Cry | Indicado |

Emmy Awards
| Ano  | Categoria                                          | Indicação                                  | Notas    |
| ---- | -------------------------------------------------- | ------------------------------------------ | -------- |
| 2025 | Melhor atriz Coadjuvante - Minissérie ou Telefilme | Monsters: The Lyle and Erik Menendez Story | Pendente |

MTV Movie Awards
| Ano  | Categoria    | Indicação      | Notas    |
| ---- | ------------ | -------------- | -------- |
| 2001 | Melhor Beijo | Boys Don't Cry | Indicado |

Los Angeles Film Critics Association Award
| Ano  | Categoria                | Indicação      | Notas  |
| ---- | ------------------------ | -------------- | ------ |
| 2001 | Melhor Atriz Coadjuvante | Boys Don't Cry | Venceu |

Satellite Awards
| Ano  | Categoria                      | Indicação      | Notas    |
| ---- | ------------------------------ | -------------- | -------- |
| 2001 | Melhor Atriz Coadjuvante       | Boys Don't Cry | Venceu   |
| 2012 | Melhor Atriz em Série de Drama | Hit & Miss     | Indicado |

Independent Spirit Awards
| Ano  | Categoria                | Indicação      | Notas  |
| ---- | ------------------------ | -------------- | ------ |
| 2001 | Melhor Atriz Coadjuvante | Boys Don't Cry | Venceu |

Online Film Critics Society
| Ano  | Categoria                  | Indicação      | Notas    |
| ---- | -------------------------- | -------------- | -------- |
| 2001 | Melhor Atriz Coadjuvante S | Boys Don't Cry | Indicado |

Las Vegas Film Critics Society Awards
| Ano  | Categoria                | Indicação      | Notas  |
| ---- | ------------------------ | -------------- | ------ |
| 2001 | Melhor Atriz Coadjuvante | Boys Don't Cry | Venceu |

Chicago Film Critics Association Awards
| Ano  | Categoria                | Indicação      | Notas  |
| ---- | ------------------------ | -------------- | ------ |
| 2001 | Melhor Atriz Coadjuvante | Boys Don't Cry | Venceu |